# Велоергометър
Велоергометърът (понякога велотренажор) е тренажорно устройство, симулиращо карането на велосипед.
Използва се за изкуствено физическо натоварване в спортна зала или при лечебни процедури.
Представлява статично монтиран велосипед без колела, при който чрез различни методи се създава натоварване при въртенето на педали.